# 1977-es atochai mészárlás
Az 1977-es atochai mészárlás a Spanyolországban 1970-es évek közepétől jellemző neofasiszta terrorizmus része volt. A támadás Franco halála utáni demokratikus átmenet alatt történt. A madridi Madrid Atocha pályaudvarhoz közel a Calle de Atocha 55 címen egy lakásban a kommunista szellemiségű Munkásbizottság szakszervezeti konföderáció irodája volt. Az irodában tartózkodtak az akkor még illegálisan működő Spanyol Kommunista Párt tagjai és számos munkajogász. A merénylet 1977. január 24-én történt, másnap a mészárlást a szélsőjobboldali Apostoli Antikommunista Szövetség (Alianza Apostólica Anticomunista) vállalta magára.

## A merénylet
A merénylők MAC 10-es gépfegyverrel Joaquín Navarrót a Munkásbizottság közlekedési szakszervezetének vezetőjét akarták megölni, aki azt megelőzően sztrájkot hirdetett a Franco-korszak hivatalos szakszervezete, a Függőleges Szakszervezet ellen, amit "francoista közlekedési maffiának" nevezett. Aznap este az UGT egyik üres irodáját feldúlták.
A Calle de Atocha 55 alatti bérházba a merénylők 22:30 és 22:45 között léptek be, akik Navarrót várták, ám őt nem találták az irodában. Az irodába belépve a merénylők falhoz állították a bent tartózkodódat, majd tüzet nyitottak. A lövöldözés miatt a helyszínen meghalt Enrique Valdelvira Ibáñez, Luis Javier Benavides Orgaz és Francisco Javier Sauquillo munkajogászok, Serafín Holgado jobboldali egyetemi hallgató valamint Ángel Rodríguez Leal titkár. Súlyosan megsérültek Miguel Sarabia Gil, Alejandro Ruiz-Huerta Carbonell, Luis Ramos Pardo és Lola González Ruiz munkajogászok.
Az irodai alkalmazottak közül Manuela Carmena - Madrid jelenlegi polgármestere - úszta meg a merényletet, ugyanis a merénylet előtt Luis Javier Benavides kérte Manuelát hogy egy megbeszélésére használni tudja az ő irodáját.

## Merénylők
A merénylőket pár nappal később a rendőrség elfogta és letartóztatásba vette: José Fernández Cerrá, Carlos García Juliá és Fernando Lerdo de Tejada a merénylet anyagi támogatói voltak, és Francisco Albadalejo Correderát is elfogták, a merénylet értelmi szerzőjét Ő egyben a Függőleges Szakszervezet közlekedési ágának vezetője volt.  Letartoztatták még Leocadio Jiménez Caravacát és Simón Ramón Fernández Palaciost, akik a falangista Kék Hadosztály egykori harcosaiként fegyverekkel látták el a merénylőket.
1984 márciusában az olasz Il Messaggiero napilap kiderítette, hogy a merényletben olasz neofasiszta terroristák is részt vehettek. 1990-ben bizonyíték lett az újság állítására, amiben az olasz neofasiszta Carlo Cicuttini vett részt. Cicuttini részt vett a Gladio hadműveletben is. Cicuttini 1972-ben az egyik elkövetője volt Vincenzo Vinciguerra terroristával az ólomévek keretében elkövetett peteanoi merényletnek, amiben egy csendőr életét vesztette. Ezt követően Spanyolországba szökött, ahol megkapta a spanyol állampolgárságot.

## A Spanyol Kommunista Párt legalizálása
A mészárlás alatt a párt még mindig illegális volt. A párt főtitkárát, Santiago Carrillo önkéntes száműzetésben volt. 1976. december 20-án letartoztatták Spanyolországba való belépésekor, azonban mivel nem volt semmilyen jogalap a fogva tartásának, ezért pár nappal később szabadon engedték. Az atochai mészárlásban elhunyt áldozatok temetésén több mint 100 ezren vettek részt. Ez volt az első olyan tömegtüntetés, amelyet a baloldali mozgalmak szerveztek meg Franco halála után. Február 11-én a PCE beadta a kérelmét, hogy hivatalosan pártként ismerjék el, miután megszűnt az illegalitásuk.  A Spanyol Kommunista Párt 1977. április 9-én lett hivatalosan pártnak bejegyezve.

## Kapcsolódó szócikk
- Ölelés